# Carea cervina
Carea cervina är en fjärilsart som beskrevs av W. Warren 1916. Carea cervina ingår i släktet Carea och familjen trågspinnare. Inga underarter finns listade i Catalogue of Life.